# Potamocorbula amurensis
Potamocorbula amurensis (Schrenck, 1861) è una specie di piccola vongola d'acqua salata, un mollusco bivalve marino nell'ordine Myida. La specie è nota per altri suoi  nomi comuni, come "vongola asiatica", "vongola del fiume Amur" e la "corbula di acqua salmastra". La specie è originaria delle acque marine e salmastre dell'Oceano Pacifico settentrionale, il suo areale si estende dalla Siberia alla Cina, alla Corea e al Giappone. È stata introdotta nella baia di San Francisco negli anni '80 e vi è considerata una specie invasiva nociva.

## Descrizione
La Potamocorbula amurensis cresce fino ad una lunghezza di circa 25 mm. L'umbone si trova circa a metà strada lungo il lato cerniera del guscio e la forma di ogni valva ha la forma di un ampio triangolo isoscele con angoli arrotondati. La valva destra è più grande di quella sinistra in modo che si sovrappongono un po' sul margine, un elemento che distingue questa specie da altre vongole simili. La superficie è liscia con un leggero rilievo concentrico parallelo al margine. Il colore è sul crema, giallo o marrone chiaro. Nei giovani individui, un periostraco di colore scuro copre la superficie esterna di ogni valva, ma negli esemplari più vecchi questa pelle è in gran parte consumata, ad eccezione di alcuni residui rugosi al margine della valva. La parte di guscio insabbiata nel substrato è pulita, mentre la parte esposta è spesso colonizzata da altri organismi che gli conferiscono un colore scuro.

## Distribuzione e habitat
L'areale originario della P. amurensis è il fiume Amur in Siberia, la Cina, la Corea e il Giappone, tra le latitudini 53° N e 22° N. Vive nei fondali bassi e su distese di fango ricoperte dalle maree (zona intercotidale) e parzialmente sepolto in sedimenti molli. Tollera un'ampia gamma di salinità, che varia da circa una parte a trentatré parti per mille. La specie si è stabilita anche nella baia di San Francisco, dove si trova nella zona sempre ricoperta dalla marea in inverno a 8 °C (46 °F) e in estate si trova su piane di fango esposte a 23 °C (73 °F). Si ritiene che sia stato trasportato attraverso il Pacifico in acqua di zavorra e scaricato accidentalmente nella baia intorno al 1986.

## Biologia
La Potamocorbula amurensis giace semi-sommersa nel sedimento, fissandosi mediante filamenti di bisso. Ha due brevi sifoni, attraverso uno dei quali (quello superiore, inalante) l'acqua viene aspirata nella conchiglia. Questa acqua viene fatta passare sulle branchie, che assorbono l'ossigeno e particelle di cibo come batteri, fitoplancton e zooplancton. L'acqua poi viene espulsa attraverso il sifone inferiore. Questa vongola raggiunge la maturità sessuale all'età di pochi mesi. Una singola femmina può produrre tra 45.000 e 220.000 uova; esse vengono fertilizzate esternamente e trascorrono circa 18 giorni come larve di veliger planctonico che possono disperdersi in altre aree, prima di fissarsi sul fondo del mare.